# اداوی سنگنهالی
اداوی سنگنهالی (به انگلیسی: Adavi Sangenahalli) یک روستا در هند است که در کارناتاکا واقع شده‌است.